# Ludwig Friedrich zu Wied
Ludwig Friedrich zu Wied (* 1. April 1656; † 1. November 1709 in Neuwied) war ein deutscher Soldat und Hofbeamter, sowie von 1664 bis 1691 regierender Graf der Oberen Grafschaft Wied (Wied-Runkel) und von 1679 bis etwa 1690 der Stadt Massow in Pommern.

## Leben
Ludwig Friedrich zu Wied wurde auf Schloss Fier (später Vierhof) nördlich von Naugard geboren. Er war das zweite Kind von Hans Ernst von Wied und Hedwig Eleonore von Eberstein. Diese war die einzige Nachfahrin des Ludwig Christoph von Eberstein. Als Hochzeitsgut erhielt das Paar die Stadt Massow, die später in den Besitz des Sohnes überging.
Am 10. September 1675 heiratete er in Hachenburg in erster Ehe Salome Sophia Ursula geborene Gräfin zu Manderscheid-Sayn und Blankenheim († 29. Juni 1678), die Tochter von Graf Valentin Ernst zu Manderscheid-Sayn und Blankenheim und dessen Frau Ernestina. 
Am 13. Juni 1679 heiratete er in zweiter Ehe Dorothea Amalia († 1. Januar 1740) die Tochter des Grafen Johannes zu Nassau-Idstein und dessen Frau Anna, geborene Gräfin zu Leinigen-Dachsburg.
Beide Ehen blieben kinderlos.

## Regierungszeit
Seine Regierungszeit wurde von den kriegerischen Auseinandersetzungen zwischen Frankreich und dem Heiligen Römischen Reich bestimmt. Insbesondere im Holländischen Krieg und im Reunionskrieg war die Grafschaft Wied durch Truppenstellungen, Einquartierungen und Truppendurchmärsche betroffen. Als protestantischer Kleinstaat nahm die Grafschaft Hugenotten auf, die nach der Aufhebung des Ediktes von Nantes 1685 nach Deutschland strömten.
Im Jahr 1690 wird Ludwig Friedrich im Auftrage des Kurfürsten Friedrich und der Stadt Naugard auf seinem Wohnsitz auf Burg Runkel bei Limburg an der Lahn vom brandenburgischen Legationsrat Nikolaus Ernst von Natzmer besucht. Von Natzmer hatte den Auftrag, Ludwig Friedrich die Stadt Massow abzukaufen. Da die Stadt kaum Erträge abwarf, einigte man sich auf zweifünftel des 1664 veranschlagten Wertes.
Zum Ende der 1680er Jahre wurde die obere Grafschaft, Wied-Runkel und Dierdorf weniger durch das Kriegsgeschehen erschöpft, litt jedoch unter der schwachen und ordnungslosen Regierung des Grafen. Sowohl seine Gemahlin Dorothea Amalia als auch er selbst gerieten in den Verdacht des unschicklichen Umgangs mit der Dienerschaft. Dorothea Amalia musste ihn daraufhin verlassen.
1691 entschloss er sich, seinem Onkel Friedrich III. die obere Grafschaft erb- und eigentümlich zu übergeben. Bald darauf widerrief er jedoch seine Erklärung. Der Reichshofrat ernannte auf Nassau-Dillenburg eine Kommission und seine Frau erlangte eine Administrationskommission auf Hessendarmstadt, Nassau-Siegen und Habamar.
1693 wiederholte der Graf die Übergabe an seinen Onkel. Durch einen Vergleich vor der kaiserlichen Kommission in Frankfurt, nach welchem er ein Jahrgeld erhielt, wurde ihm der Hof Eleonorenburg zur Benutzung überlassen. Hier lebte er mit seiner Gemahlin Dorothea Amalia, mit der er sich wieder vertragen hatte.
Ludwig Friedrich starb am 1. November 1709 auf dem freiherrlich Dernischen Schloss Hartenfels und wurde in der Kirche zu Altwied bestattet. Durch sein Ableben konnten die jährlichen Zahlungen der sehr geschwächten Einkünfte in der oberen Grafschaft vermindert werden. Seine Güter in Pommern, die er von seiner Mutter geerbt hatte, fielen an die Ebersteiner zurück.